# Ulla Wiklund
Ulla Wiklund, född 17 januari 1956 i Sandviken, har många år bakom sig som en svensk musiker, kompositör och artist. Ulla Wiklund är sedan januari 2011 utvecklingskonsult med inriktning på skolutveckling, pedagogik, estetik, kultur i skolan och språkutveckling. Från 2007 till och med 2010 var hon utvecklingskonsulent på Rikskonserter. Där var hennes uppdrag att initiera och stödja utvecklingsområden inom svenskt musikliv. Tidigare var Wiklund undervisningsråd på Statens skolverk/Myndigheten för skolutveckling med ansvar för regeringsuppdragen om Kultur och estetik i skolan, bibliotek och Nationellt centrum för språk-, läs och skrivutveckling. Innan dess verkade Ulla som lärare och forskare på Kungliga Musikhögskolan i Stockholm i rytmik, metodik, didaktik och pedagogik. Hon är utbildad rytmiklärare (Dalcroze) och har i tolv år undervisat i såväl musikskola som för- och grundskola. 

## Diskografi
- Klapp och Klang, LP - Musikåret 1969, med visan Clownen Beppo
- Fablernas Värld, vol.3, ur tv-serien, med Smulorna, Lars Edström, Yvonne Lombard, Bert-Åke Varg
- Smulvisor & Bitlåtar, LP - Musikåret 1981, med Hawkey Franzén
- Skivan om Bubblan, LP - Musikåret 1973, med Monica Nielsen, Leif Strand, Bengt Hallberg, Georg Riedel och Egil Johansen
- Smulorna på planeten Pluto, LP - Musikåret 1971, med Smulorna
- Visa från gungor och sand, LP - Musikåret 1971, med Hawkey Franzén och Björn J:son Lindh
- Smulorna, EP - Musikåret 1967, med Smulorna